# Copa Verde de Futebol de 2023
A Copa Verde de 2023 foi a décima edição desse torneio regional, organizado pela Confederação Brasileira de Futebol desde 2014. Foi disputada por clubes brasileiros dos estados das regiões Centro-Oeste e Região Norte do Brasil, além do Espírito Santo. O Goiás foi o campeão da competição, vencendo o Paysandu na final.

## Regulamento
A Copa Verde de 2023 foi disputada em sistema eliminatório, no qual os clubes classificados se enfrentaram em jogo único nas duas primeiras fases, enquanto a partir das quartas de final os confrontos foram realizados em partidas de ida e volta. As equipes piores posicionadas no Ranking da CBF disputaram a competição desde o início, enquanto as melhores colocadas entraram em fases adiantadas.
O vencedor ingressará diretamente na terceira fase da Copa do Brasil de 2024.

### Critérios de desempate
Em caso de empate em pontos ganhos entre os clubes ao final de cada fase, são critérios de desempate: (a) maior saldo de gols; (b) cobrança de pênaltis.

### Mando de campo
Para a 1ª e 2ª fases, o mando de campo da partida pertence ao clube melhor posicionado no Ranking Adaptado. Para a 3ª, 4ª e 5ª fases, o mando de campo da partida de volta pertence ao clube melhor posicionado no Ranking Adaptado.
Entende-se por Ranking Adaptado a classificação dos clubes observando-se o posicionamento de cada no Ranking Nacional dos Clubes (RNC) de 2023. Em caso de clubes com mesmo ou sem posicionamento no RNC de 2023, foi considerado o Ranking Nacional das Federações (RNF) de 2023. Caso as duas federações envolvidas tenham o mesmo posicionamento no RNF de 2023, o posicionamento é determinado através de sorteio.
| RA | CBF    | Clube           |
| -- | ------ | --------------- |
| 1  | RNC 19 | Goiás           |
| 2  | RNC 20 | Cuiabá          |
| 3  | RNC 30 | Vila Nova-GO    |
| 4  | RNC 38 | Remo            |
| 5  | RNC 43 | Paysandu        |
| 6  | RNC 49 | Manaus          |
| 7  | RNC 61 | Brasiliense     |
| 8  | RNC 73 | São Raimundo-RR |

| RA | CBF    | Clube                 |
| -- | ------ | --------------------- |
| 9  | RNC 76 | Tocantinópolis        |
| 10 | RNC 83 | Luverdense            |
| 11 | RNC 89 | Atlético-AC           |
| 12 | RNC 91 | Ceilândia             |
| 13 | RNC 92 | Rio Branco-AC         |
| 14 | RNC 93 | União de Rondonópolis |
| 15 | RNC 96 | Castanhal             |
| 16 | RNC 96 | Real Noroeste         |

| RA | CBF     | Clube                |
| -- | ------- | -------------------- |
| 17 | RNC 130 | Rio Branco-ES        |
| 18 | RNC 132 | Humaitá              |
| 19 | RNC 132 | Trem                 |
| 20 | RNC 171 | Real Ariquemes       |
| 21 | RNC 184 | Interporto           |
| 22 | RNC 200 | Operário-MS          |
| 23 | RNF 19  | Princesa do Solimões |
| 24 | RNF 21  | São Francisco-AC     |

## Participantes
| UF                 | Clube                | Cidade             | Forma de classificação                     | Estádio (mando)       | Capacidade | Títulos               |
| ------------------ | -------------------- | ------------------ | ------------------------------------------ | --------------------- | ---------- | --------------------- |
| Acre               | Humaitá              | Porto Acre         | Campeão do Estadual 2022                   | Florestão             | 10 000     | 0 (não possui)        |
| Acre               | São Francisco-AC     | Rio Branco         | Vice-campeão do Estadual 2022              | Florestão             | 10 000     | 0 (não possui)        |
| Acre               | Atlético Acreano     | Rio Branco         | 89º colocado do Ranking Nacional de Clubes | Florestão             | 10 000     | 0 (não possui)        |
| Acre               | Rio Branco-AC        | Rio Branco         | 92º colocado do Ranking Nacional de Clubes | Florestão             | 10 000     | 0 (não possui)        |
| Amapá              | Trem                 | Macapá             | Campeão do Estadual 2022                   | Zerão                 | 13 000     | 0 (não possui)        |
| Amazonas           | Manaus               | Manaus             | Campeão do Estadual 2022                   | Arena da Amazônia     | 44 000     | 0 (não possui)        |
| Amazonas           | Princesa do Solimões | Manacapuru         | Vice-campeão do Estadual 2022              | Gilbertão             | 15 000     | 0 (não possui)        |
| Distrito Federal   | Brasiliense          | Taguatinga         | Campeão do Metropolitano 2022              | Boca do Jacaré        | 28 800     | 1 (2020)              |
| Distrito Federal   | Ceilândia            | Ceilândia          | Vice-campeão do Metropolitano 2022         | Abadião               | 3 000      | 0 (não possui)        |
| Espírito Santo     | Real Noroeste        | Águia Branca       | Campeão do Estadual 2022                   | José Olímpio da Rocha | 3 200      | 0 (não possui)        |
| Espírito Santo     | Rio Branco-ES        | Vitória            | Vice-campeão da Copa Espírito Santo 2022   | Kleber Andrade        | 21 800     | 0 (não possui)        |
| Goiás              | Goiás                | Goiânia            | Vice-campeão do Estadual 2022              | Serrinha              | 16 500     | 0 (não possui)        |
| Goiás              | Vila Nova            | Goiânia            | 3º colocado do Estadual 2022               | OBA                   | 11 788     | 0 (não possui)        |
| Mato Grosso        | Cuiabá               | Cuiabá             | Campeão do Estadual 2022                   | Arena Pantanal        | 44 097     | 2 (2015 e 2019)       |
| Mato Grosso        | União Rondonópolis   | Rondonópolis       | Vice-campeão do Estadual 2022              | Luthero Lopes         | 19 000     | 0 (não possui)        |
| Mato Grosso        | Luverdense           | Lucas do Rio Verde | 83º colocado do Ranking Nacional de Clubes | Passo das Emas        | 10 000     | 1 (2017)              |
| Mato Grosso do Sul | Operário-MS          | Campo Grande       | Campeão do Estadual 2022                   | Morenão               | 44 200     | 0 (não possui)        |
| Pará               | Remo                 | Belém              | Campeão do Estadual 2022                   | Baenão                | 13 792     | 1 (2021)              |
| Pará               | Paysandu             | Belém              | Vice-campeão do Estadual 2022              | Curuzu                | 16 200     | 3 (2016, 2018 e 2022) |
| Pará               | Castanhal            | Castanhal          | 96º colocado do Ranking Nacional de Clubes | Modelão               | 5 000      | 0 (não possui)        |
| Rondônia           | Real Ariquemes       | Ariquemes          | Campeão do Estadual 2022                   | Valerião              | 5 000      | 0 (não possui)        |
| Roraima            | São Raimundo-RR      | Boa Vista          | Campeão do Estadual 2022                   | Canarinho             | 4 556      | 0 (não possui)        |
| Tocantins          | Tocantinópolis       | Tocantinópolis     | Campeão do Estadual 2022                   | Ribeirão              | 8 000      | 0 (não possui)        |
| Tocantins          | Interporto           | Porto Nacional     | Vice-campeão do Estadual 2022              | General Sampaio       | 2 000      | 0 (não possui)        |

## Confrontos

### Tabela até a final
Em itálico, as equipes que possuem o mando de campo no primeiro jogo ou no jogo único e em negrito as equipes classificadas.
|  | Primeira fase        | Primeira fase   |                      |                | Oitavas de final | Oitavas de final |       |  | Quartas de final | Quartas de final | Quartas de final | Quartas de final |  |  | Semifinais | Semifinais | Semifinais | Semifinais |  |  | Final | Final | Final | Final |  |
|  |                      |                 |                      |                |                  |                  |       |  |                  |                  |                  |                  |  |  |            |            |            |            |  |  |       |       |       |       |  |
|  |                      |                 |                      |                |                  |                  |       |  |                  |                  |                  |                  |  |  |            |            |            |            |  |  |       |       |       |       |  |
|  |                      |                 |                      |                |                  |                  |       |  |                  |                  |                  |                  |  |  |            |            |            |            |  |  |       |       |       |       |  |
|  |                      |                 |                      |                |                  |                  |       |  |                  |                  |                  |                  |  |  |            |            |            |            |  |  |       |       |       |       |  |
|  |                      |                 |                      |                |                  |                  |       |  |                  |                  |                  |                  |  |  |            |            |            |            |  |  |       |       |       |       |  |
|  |                      | Goiás           | 3                    |                |                  |                  |       |  |                  |                  |                  |                  |  |  |            |            |            |            |  |  |       |       |       |       |  |
|  |                      |                 | 3                    |                |                  |                  |       |  |                  |                  |                  |                  |  |  |            |            |            |            |  |  |       |       |       |       |  |
|  |                      |                 | União Rondonópolis   | 0              |                  |                  |       |  |                  |                  |                  |                  |  |  |            |            |            |            |  |  |       |       |       |       |  |
|  | União Rondonópolis   | 1               | União Rondonópolis   | 0              |                  |                  |       |  |                  |                  |                  |                  |  |  |            |            |            |            |  |  |       |       |       |       |  |
|  | União Rondonópolis   | 1               |                      |                |                  |                  |       |  |                  |                  |                  |                  |  |  |            |            |            |            |  |  |       |       |       |       |  |
|  | Real Noroeste        | 0               |                      |                |                  |                  |       |  |                  |                  |                  |                  |  |  |            |            |            |            |  |  |       |       |       |       |  |
|  | Real Noroeste        | 0               |                      | Goiás          | 0                | 1                | 1     |  |                  |                  |                  |                  |  |  |            |            |            |            |  |  |       |       |       |       |  |
|  |                      |                 |                      |                |                  |                  | 1     |  |                  |                  |                  |                  |  |  |            |            |            |            |  |  |       |       |       |       |  |
|  |                      |                 | Brasiliense          | 0              | 0                | 0                |       |  |                  |                  |                  |                  |  |  |            |            |            |            |  |  |       |       |       |       |  |
|  |                      |                 | Brasiliense          | 0              | 0                | 0                |       |  |                  |                  |                  |                  |  |  |            |            |            |            |  |  |       |       |       |       |  |
|  |                      |                 |                      |                |                  |                  |       |  |                  |                  |                  |                  |  |  |            |            |            |            |  |  |       |       |       |       |  |
|  |                      |                 |                      |                |                  |                  |       |  |                  |                  |                  |                  |  |  |            |            |            |            |  |  |       |       |       |       |  |
|  |                      | Brasiliense     | 4                    |                |                  |                  |       |  |                  |                  |                  |                  |  |  |            |            |            |            |  |  |       |       |       |       |  |
|  |                      |                 | 4                    |                |                  |                  |       |  |                  |                  |                  |                  |  |  |            |            |            |            |  |  |       |       |       |       |  |
|  |                      |                 | Tocantinópolis       | 2              |                  |                  |       |  |                  |                  |                  |                  |  |  |            |            |            |            |  |  |       |       |       |       |  |
|  | Tocantinópolis (pen) | 1 (5)           | Tocantinópolis       | 2              |                  |                  |       |  |                  |                  |                  |                  |  |  |            |            |            |            |  |  |       |       |       |       |  |
|  | Tocantinópolis (pen) | 1 (5)           |                      |                |                  |                  |       |  |                  |                  |                  |                  |  |  |            |            |            |            |  |  |       |       |       |       |  |
|  | Operário-MS          | 1 (4)           |                      |                |                  |                  |       |  |                  |                  |                  |                  |  |  |            |            |            |            |  |  |       |       |       |       |  |
|  | Operário-MS          | 1 (4)           |                      | Goiás          | 0                | 2                | 2     |  |                  |                  |                  |                  |  |  |            |            |            |            |  |  |       |       |       |       |  |
|  |                      |                 |                      |                |                  |                  |       |  |                  |                  |                  |                  |  |  |            |            |            |            |  |  |       |       |       |       |  |
|  |                      |                 | Cuiabá               | 1              | 0                | 1                |       |  |                  |                  |                  |                  |  |  |            |            |            |            |  |  |       |       |       |       |  |
|  |                      |                 | Cuiabá               | 1              | 0                | 1                |       |  |                  |                  |                  |                  |  |  |            |            |            |            |  |  |       |       |       |       |  |
|  |                      |                 |                      |                |                  |                  |       |  |                  |                  |                  |                  |  |  |            |            |            |            |  |  |       |       |       |       |  |
|  |                      |                 |                      |                |                  |                  |       |  |                  |                  |                  |                  |  |  |            |            |            |            |  |  |       |       |       |       |  |
|  |                      | Cuiabá          | 3                    |                |                  |                  |       |  |                  |                  |                  |                  |  |  |            |            |            |            |  |  |       |       |       |       |  |
|  |                      |                 | 3                    |                |                  |                  |       |  |                  |                  |                  |                  |  |  |            |            |            |            |  |  |       |       |       |       |  |
|  |                      |                 | Ceilândia            | 0              |                  |                  |       |  |                  |                  |                  |                  |  |  |            |            |            |            |  |  |       |       |       |       |  |
|  | Ceilândia            | 1               | Ceilândia            | 0              |                  |                  |       |  |                  |                  |                  |                  |  |  |            |            |            |            |  |  |       |       |       |       |  |
|  | Ceilândia            | 1               |                      |                |                  |                  |       |  |                  |                  |                  |                  |  |  |            |            |            |            |  |  |       |       |       |       |  |
|  | Rio Branco-ES        | 0               |                      |                |                  |                  |       |  |                  |                  |                  |                  |  |  |            |            |            |            |  |  |       |       |       |       |  |
|  | Rio Branco-ES        | 0               |                      | Cuiabá         | 2                | 1                | 3     |  |                  |                  |                  |                  |  |  |            |            |            |            |  |  |       |       |       |       |  |
|  |                      |                 |                      |                |                  |                  | 3     |  |                  |                  |                  |                  |  |  |            |            |            |            |  |  |       |       |       |       |  |
|  |                      |                 | Vila Nova            | 0              | 1                | 1                |       |  |                  |                  |                  |                  |  |  |            |            |            |            |  |  |       |       |       |       |  |
|  |                      |                 | Vila Nova            | 0              | 1                | 1                |       |  |                  |                  |                  |                  |  |  |            |            |            |            |  |  |       |       |       |       |  |
|  |                      |                 |                      |                |                  |                  |       |  |                  |                  |                  |                  |  |  |            |            |            |            |  |  |       |       |       |       |  |
|  |                      |                 |                      |                |                  |                  |       |  |                  |                  |                  |                  |  |  |            |            |            |            |  |  |       |       |       |       |  |
|  |                      | Vila Nova (pen) | 0 (4)                |                |                  |                  |       |  |                  |                  |                  |                  |  |  |            |            |            |            |  |  |       |       |       |       |  |
|  |                      |                 | 0 (4)                |                |                  |                  |       |  |                  |                  |                  |                  |  |  |            |            |            |            |  |  |       |       |       |       |  |
|  |                      |                 | Luverdense           | 0 (3)          |                  |                  |       |  |                  |                  |                  |                  |  |  |            |            |            |            |  |  |       |       |       |       |  |
|  | Luverdense           | 2               | Luverdense           | 0 (3)          |                  |                  |       |  |                  |                  |                  |                  |  |  |            |            |            |            |  |  |       |       |       |       |  |
|  | Luverdense           | 2               |                      |                |                  |                  |       |  |                  |                  |                  |                  |  |  |            |            |            |            |  |  |       |       |       |       |  |
|  | Interporto           | 1               |                      |                |                  |                  |       |  |                  |                  |                  |                  |  |  |            |            |            |            |  |  |       |       |       |       |  |
|  | Interporto           | 1               |                      | Goiás          | 2                | 2                | 4     |  |                  |                  |                  |                  |  |  |            |            |            |            |  |  |       |       |       |       |  |
|  |                      |                 |                      |                |                  |                  |       |  |                  |                  |                  |                  |  |  |            |            |            |            |  |  |       |       |       |       |  |
|  |                      |                 | Paysandu             | 0              | 1                | 1                |       |  |                  |                  |                  |                  |  |  |            |            |            |            |  |  |       |       |       |       |  |
|  |                      |                 | Paysandu             | 0              | 1                | 1                |       |  |                  |                  |                  |                  |  |  |            |            |            |            |  |  |       |       |       |       |  |
|  |                      |                 |                      |                |                  |                  |       |  |                  |                  |                  |                  |  |  |            |            |            |            |  |  |       |       |       |       |  |
|  |                      |                 |                      |                |                  |                  |       |  |                  |                  |                  |                  |  |  |            |            |            |            |  |  |       |       |       |       |  |
|  |                      | Remo            | 4                    |                |                  |                  |       |  |                  |                  |                  |                  |  |  |            |            |            |            |  |  |       |       |       |       |  |
|  |                      |                 | 4                    |                |                  |                  |       |  |                  |                  |                  |                  |  |  |            |            |            |            |  |  |       |       |       |       |  |
|  |                      |                 | Humaitá              | 1              |                  |                  |       |  |                  |                  |                  |                  |  |  |            |            |            |            |  |  |       |       |       |       |  |
|  | Humaitá              | 2               | Humaitá              | 1              |                  |                  |       |  |                  |                  |                  |                  |  |  |            |            |            |            |  |  |       |       |       |       |  |
|  | Humaitá              | 2               |                      |                |                  |                  |       |  |                  |                  |                  |                  |  |  |            |            |            |            |  |  |       |       |       |       |  |
|  | Trem                 | 0               |                      |                |                  |                  |       |  |                  |                  |                  |                  |  |  |            |            |            |            |  |  |       |       |       |       |  |
|  | Trem                 | 0               |                      | Remo           | 0                | 3                | 3     |  |                  |                  |                  |                  |  |  |            |            |            |            |  |  |       |       |       |       |  |
|  |                      |                 |                      |                |                  |                  | 3     |  |                  |                  |                  |                  |  |  |            |            |            |            |  |  |       |       |       |       |  |
|  |                      |                 | São Raimundo-RR      | 1              | 0                | 1                |       |  |                  |                  |                  |                  |  |  |            |            |            |            |  |  |       |       |       |       |  |
|  |                      |                 | São Raimundo-RR      | 1              | 0                | 1                |       |  |                  |                  |                  |                  |  |  |            |            |            |            |  |  |       |       |       |       |  |
|  |                      |                 |                      |                |                  |                  |       |  |                  |                  |                  |                  |  |  |            |            |            |            |  |  |       |       |       |       |  |
|  |                      |                 |                      |                |                  |                  |       |  |                  |                  |                  |                  |  |  |            |            |            |            |  |  |       |       |       |       |  |
|  |                      | São Raimundo-RR | 6                    |                |                  |                  |       |  |                  |                  |                  |                  |  |  |            |            |            |            |  |  |       |       |       |       |  |
|  |                      |                 | 6                    |                |                  |                  |       |  |                  |                  |                  |                  |  |  |            |            |            |            |  |  |       |       |       |       |  |
|  |                      |                 | São Francisco-AC     | 0              |                  |                  |       |  |                  |                  |                  |                  |  |  |            |            |            |            |  |  |       |       |       |       |  |
|  | Atlético Acreano     | 3               | São Francisco-AC     | 0              |                  |                  |       |  |                  |                  |                  |                  |  |  |            |            |            |            |  |  |       |       |       |       |  |
|  | Atlético Acreano     | 3               |                      |                |                  |                  |       |  |                  |                  |                  |                  |  |  |            |            |            |            |  |  |       |       |       |       |  |
|  | São Francisco-AC     | 6               |                      |                |                  |                  |       |  |                  |                  |                  |                  |  |  |            |            |            |            |  |  |       |       |       |       |  |
|  | São Francisco-AC     | 6               |                      | Remo           | 1                | 1                | 2 (2) |  |                  |                  |                  |                  |  |  |            |            |            |            |  |  |       |       |       |       |  |
|  |                      |                 |                      |                |                  |                  |       |  |                  |                  |                  |                  |  |  |            |            |            |            |  |  |       |       |       |       |  |
|  |                      |                 | Paysandu (pen)       | 0              | 2                | 2 (4)            |       |  |                  |                  |                  |                  |  |  |            |            |            |            |  |  |       |       |       |       |  |
|  |                      |                 | Paysandu (pen)       | 0              | 2                | 2 (4)            |       |  |                  |                  |                  |                  |  |  |            |            |            |            |  |  |       |       |       |       |  |
|  |                      |                 |                      |                |                  |                  |       |  |                  |                  |                  |                  |  |  |            |            |            |            |  |  |       |       |       |       |  |
|  |                      |                 |                      |                |                  |                  |       |  |                  |                  |                  |                  |  |  |            |            |            |            |  |  |       |       |       |       |  |
|  |                      | Paysandu        | 3                    |                |                  |                  |       |  |                  |                  |                  |                  |  |  |            |            |            |            |  |  |       |       |       |       |  |
|  |                      |                 | 3                    |                |                  |                  |       |  |                  |                  |                  |                  |  |  |            |            |            |            |  |  |       |       |       |       |  |
|  |                      |                 | Real Ariquemes       | 0              |                  |                  |       |  |                  |                  |                  |                  |  |  |            |            |            |            |  |  |       |       |       |       |  |
|  | Castanhal            | 2               | Real Ariquemes       | 0              |                  |                  |       |  |                  |                  |                  |                  |  |  |            |            |            |            |  |  |       |       |       |       |  |
|  | Castanhal            | 2               |                      |                |                  |                  |       |  |                  |                  |                  |                  |  |  |            |            |            |            |  |  |       |       |       |       |  |
|  | Real Ariquemes       | 3               |                      |                |                  |                  |       |  |                  |                  |                  |                  |  |  |            |            |            |            |  |  |       |       |       |       |  |
|  | Real Ariquemes       | 3               |                      | Paysandu (pen) | 0                | 0                | 0 (5) |  |                  |                  |                  |                  |  |  |            |            |            |            |  |  |       |       |       |       |  |
|  |                      |                 |                      |                |                  |                  | 0 (5) |  |                  |                  |                  |                  |  |  |            |            |            |            |  |  |       |       |       |       |  |
|  |                      |                 | Princesa do Solimões | 0              | 0                | 0 (3)            |       |  |                  |                  |                  |                  |  |  |            |            |            |            |  |  |       |       |       |       |  |
|  |                      |                 | Princesa do Solimões | 0              | 0                | 0 (3)            |       |  |                  |                  |                  |                  |  |  |            |            |            |            |  |  |       |       |       |       |  |
|  |                      |                 |                      |                |                  |                  |       |  |                  |                  |                  |                  |  |  |            |            |            |            |  |  |       |       |       |       |  |
|  |                      |                 |                      |                |                  |                  |       |  |                  |                  |                  |                  |  |  |            |            |            |            |  |  |       |       |       |       |  |
|  |                      | Manaus          | 0                    |                |                  |                  |       |  |                  |                  |                  |                  |  |  |            |            |            |            |  |  |       |       |       |       |  |
|  |                      |                 | 0                    |                |                  |                  |       |  |                  |                  |                  |                  |  |  |            |            |            |            |  |  |       |       |       |       |  |
|  |                      |                 | Princesa do Solimões | 2              |                  |                  |       |  |                  |                  |                  |                  |  |  |            |            |            |            |  |  |       |       |       |       |  |
|  | Rio Branco-AC        | 0               | Princesa do Solimões | 2              |                  |                  |       |  |                  |                  |                  |                  |  |  |            |            |            |            |  |  |       |       |       |       |  |
|  | Rio Branco-AC        | 0               |                      |                |                  |                  |       |  |                  |                  |                  |                  |  |  |            |            |            |            |  |  |       |       |       |       |  |
|  | Princesa do Solimões | 1               |                      |                |                  |                  |       |  |                  |                  |                  |                  |  |  |            |            |            |            |  |  |       |       |       |       |  |
|  | Princesa do Solimões | 1               |                      |                |                  |                  |       |  |                  |                  |                  |                  |  |  |            |            |            |            |  |  |       |       |       |       |  |
|  |                      |                 |                      |                |                  |                  |       |  |                  |                  |                  |                  |  |  |            |            |            |            |  |  |       |       |       |       |  |

### Primeira fase
| 18 de fevereiro A1 | Humaitá                          | 2 — 0                    | Trem | Rio Branco, AC                                                                                |  |
| 19:00              | Rafael Barros 23' · Pisika 90+5' | Súmula Borderô Relatório |      | Estádio: Florestão Público: 155 Renda: R$ 1 580,00 Árbitro: AM Ivan da Silva Guimaraes Junior |  |

| 17 de fevereiro A2 | Atlético Acreano            | 3 — 6                    | São Francisco-AC                                               | Rio Branco, AC                                                                       |  |
| 19:00              | Ciel 76', 83' · Fabinho 78' | Súmula Borderô Relatório | 5', 11', 46', 58' Wanderson Martins · Baby · 70' Geovani Silva | Estádio: Florestão Público: 343 Renda: R$ 3 570,00 Árbitro: RO Jonathan Antero Silva |  |

| 19 de fevereiro A3 | Castanhal                                  | 2 — 3                    | Real Ariquemes            | Castanhal, PA                                                                                        |  |
| 15:00              | Bruno Henrique 21' · Jefferson Murillo 75' | Súmula Borderô Relatório | 15', 30', 49' Léo Mineiro | Estádio: CT do Castanhal Público: 260 Renda: R$ 5 200,00 Árbitro: RR Daniel Alejandro Hidalgo Blanco |  |

| 19 de fevereiro A4 | Rio Branco-AC | 0 — 1                    | Princesa do Solimões | Rio Branco, AC                                                                         |  |
| 19:00              |               | Súmula Borderô Relatório | 90' Felipe Pedrosa   | Estádio: Florestão Público: 547 Renda: R$ 5 670,00 Árbitro: PA Andrey da Silva E Silva |  |

| 19 de fevereiro A5 | União Rondonópolis | 1 — 0                    | Real Noroeste | Rondonópolis, MT                                                                          |  |
| 18:00              | Ruan Marcos 55'    | Súmula Borderô Relatório |               | Estádio: Luthero Lopes Público: 579 Renda: R$ 5 255,00 Árbitro: DF Rodrigo Batista Raposo |  |

| 18 de fevereiro A6                                      | Tocantinópolis   | 1 — 1 (5 — 4 pen.)                                 | Operário-MS | Tocantinópolis, TO                                                                         |  |
| 16:00                                                   | Andrezinho 90+5' | Súmula Borderô Relatório                           | 35' Johnny  | Estádio: Ribeirão Público: 901 Renda: R$ 11 690,00 Árbitro: MT Leonardo Willers Lorenzatto |  |
|                                                         |                  | Penalidades                                        |             |                                                                                            |  |
| Joel Araújo Chico Bala Andrezinho Gabriel Caju Da Silva |                  | Andre Alba Márcio Luiz Fernandinho Irapuan Alfredo |             |                                                                                            |  |

| 18 de fevereiro A7 | Ceilândia             | 1 — 0                    | Rio Branco-ES | Taguatinga, DF                                                                          |  |
| 15:30              | Gabriel Guimarães 48' | Súmula Borderô Relatório |               | Estádio: Boca do Jacaré Público: 124 Renda: R$ 790,00 Árbitro: MS Marcos Mateus Pereira |  |

| 18 de fevereiro A8 | Luverdense                               | 2 — 1          | Interporto | Lucas do Rio Verde, MT                                                                  |  |
| 18:00              | Diego Macedo 45+4' · Mateus Oliveira 72' | Súmula Borderô | 44' Ruan   | Estádio: Passo das Emas Público: 415 Renda: R$ 5 610,00 Árbitro: ES Arthur Gomes Rabelo |  |

### Oitavas de final
| 1 de março B1 | Remo                                             | 4 — 1                    | Humaitá            | Belém, PA                                                                                     |  |
| 19:00         | Fabinho 51' · Ícaro 57', 75' · Rodrigo Silva 70' | Súmula Borderô Relatório | 72' Paulinho Curuá | Estádio: Banpará Baenão Público: 6 022 Renda: R$ 115 600,00 Árbitro: MS Marcos Mateus Pereira |  |

| 1 de março B2 | São Raimundo-RR                                                                        | 6 — 0                    | São Francisco-AC | Boa Vista, RR                                                                           |  |
| 19:00         | Luã Niger 21' · Luis Carlos 30' · Carlinhos Souza 42', 47' · Carlinhos Canela 55', 81' | Súmula Borderô Relatório |                  | Estádio: Canarinho Público: 771 Renda: R$ 6 078,44 Árbitro: ES Davi de Oliveira Lacerda |  |

| 22 de fevereiro B3 | Paysandu                                 | 3 — 0                    | Real Ariquemes | Belém, PA                                                                                           |  |
| 20:00              | Mário Sérgio 8', 57' · Stéfano Pinho 40' | Súmula Borderô Relatório |                | Estádio: Banpará Curuzu Público: 2 942 Renda: R$ 51 677,50 Árbitro: GO Jefferson Ferreira de Moraes |  |

| 22 de fevereiro B4 | Manaus | 0 — 2                    | Princesa do Solimões  | Manaus, AM                                                                                       |  |
| 21:00              |        | Súmula Borderô Relatório | 45+1', 45+2' Aleílson | Estádio: Arena da Amazônia Público: 1 000 Renda: R$ 24 000,00 Árbitro: TO Allison Sidnei Furtado |  |

| 22 de fevereiro B5 | Goiás                                  | 3 — 0                    | União Rondonópolis | Goiânia, GO                                                                                       |  |
| 20:00              | Gabriel Novaes 15', 29' · Philippe 88' | Súmula Borderô Relatório |                    | Estádio: Serrinha Público: 2 206 Renda: R$ 25 785,00 Árbitro: MS Paulo Henrique Schleich Vollkopf |  |

| 22 de fevereiro B6 | Brasiliense                                                   | 4 — 2                    | Tocantinópolis                     | Taguatinga, DF                                                                             |  |
| 21:00              | Tarta 21' · Luquinhas 38' · Yuri Mamute 60' · Diogo Sodré 66' | Súmula Borderô Relatório | 53' Everson Bilau · 64' Andrezinho | Estádio: Boca do Jacaré Público: Portões fechados Árbitro: MT Luiz Paulo de Moura Pinheiro |  |

| 1 de março B7 | Cuiabá                               | 3 — 0                    | Ceilândia | Cuiabá, MT                                                                                     |  |
| 20:00         | Rafael Gava 29' · Deyverson 31', 44' | Súmula Borderô Relatório |           | Estádio: Arena Pantanal Público: 876 Renda: R$ 11 530,00 Árbitro: PA Djonaltan Costa de Araujo |  |

| 23 de fevereiro B8                                                            | Vila Nova | 0 — 0 (4 — 3 pen.)                                 | Luverdense | Goiânia, GO                                                                |  |
| 20:30                                                                         |           | Súmula Borderô Relatório                           |            | Estádio: OBA Público: 855 Renda: R$ 7,240 Árbitro: DF Rafael Martins Diniz |  |
|                                                                               |           | Penalidades                                        |            |                                                                            |  |
| Neto Pessoa Lourenço Rafael Donato Vinícius Leite João Lucas Carlos Alexandre |           | Jefferson Gustavo Daniego Mateus Caio Mello Prezzi |            |                                                                            |  |

### Quartas de final
Jogos de ida
| 15 de março C1–IDA | São Raimundo-RR | 1 — 0                    | Remo | Boa Vista, RR                                                                                |  |
| 20:00              | Tavinho 34'     | Súmula Borderô Relatório |      | Estádio: Canarinho Público: 1,981 Renda: R$ 65 400,00 Árbitro: GO Victor Lucas Pereira Silva |  |

| 8 de março C2–IDA | Princesa do Solimões | 0 — 0                    | Paysandu | Manacapuru, AM                                                                             |  |
| 21:00             |                      | Súmula Borderô Relatório |          | Estádio: Gilbertão Público: 942 Renda: R$ 23 550,00 Árbitro: AC Jackson Rodrigues da Silva |  |

| 8 de março C3–IDA | Brasiliense | 0 — 0                    | Goiás | Taguatinga, DF                                                                       |  |
| 20:00             |             | Súmula Borderô Relatório |       | Estádio: Boca do Jacaré Público: Portões fechados Árbitro: TO Alisson Sidnei Furtado |  |

| 15 de março C4–IDA | Vila Nova | 0 — 2                    | Cuiabá                         | Goiânia, GO                                                                                        |  |
| 19:30              |           | Súmula Borderô Relatório | 19' Marllon · 37' Isidro Pitta | Estádio: Estádio OBA Público: 1 322 Renda: R$ 14 755,00 Árbitro: AM Ivan da Silva Guimaraes Junior |  |

Jogos de volta
| 22 de março C1–VOL | Remo                                        | 3 — 0 (3 — 1 agr.)       | São Raimundo-RR | Belém, PA                                                                                       |  |
| 19:00              | Richard 6' · Muriqui 33' · Jean Silva 90+1' | Súmula Borderô Relatório |                 | Estádio: Banpará Baenão Público: 11 711 Renda: R$ 200 485,00 Árbitro: TO Alisson Sidnei Furtado |  |

| 23 de março C2–VOL                                      | Paysandu | 0 — 0 (0 — 0 agr.) (5 — 3 pen.)               | Princesa do Solimões | Belém, PA                                                                                                 |  |
| 20:00                                                   |          | Súmula Borderô Relatório                      |                      | Estádio: Banpará Curuzu Público: 5 738 Renda: R$ 91 680,00 Árbitro: ES Dyorgines Jose Padovani de Andrade |  |
|                                                         |          | Penalidades                                   |                      | |  |
| Mário Sérgio Eltinho Bruno Alves Genílson Samuel Santos |          | Frank Alberto Aleílson Foguete Jonas Pica-Pau |                      | |  |

| 23 de março C3–VOL | Goiás      | 1 — 0 (1 — 0 agr.)       | Brasiliense | Goiânia, GO                                                                            |  |
| 19:00              | Julian 12' | Súmula Borderô Relatório |             | Estádio: Serrinha Público: 3 400 Renda: R$ 41 625,00 Árbitro: MS Marcos Mateus Pereira |  |

| 22 de março C4–VOL | Cuiabá               | 1 — 1 (3 — 1 agr.)       | Vila Nova      | Cuiabá, MT                                                                                             |  |
| 20:00              | Wellington Silva 26' | Súmula Borderô Relatório | 90+5' Edu Doma | Estádio: Arena Pantanal Público: 1 783 Renda: R$ 35 345,00 Árbitro: MS Paulo Henrique de Melo Salmazio |  |

### Semifinal
Jogos de ida
| 26 de março D1–IDA | Paysandu | 0 — 1                    | Remo        | Belém, PA                                                                                   |  |
| 16:00              |          | Súmula Borderô Relatório | 26' Muriqui | Estádio: Mangueirão Público: 22 090 Renda: R$ 974 855,00 Árbitro: GO Wilton Pereira Sampaio |  |

| 26 de março D2–IDA | Cuiabá     | 1 — 0                    | Goiás | Cuiabá, MT                                                                                            |  |
| 19:00              | Ronald 44' | Súmula Borderô Relatório |       | Estádio: Arena Pantanal Público: 3 748 Renda: R$ 61 265,00 Árbitro: AM Ivan da Silva Guimaraes Junior |  |

Jogos de volta
| 29 de março D1–VOL                   | Remo        | 1 — 2 (2 — 2 agr.) (2 — 4 pen.)                                 | Paysandu                                | Belém, PA                                                                                               |  |
| 20:00                                | Muriqui 30' | Súmula Borderô Relatório                                        | 49' Mário Sérgio · 79' Fernando Gabriel | Estádio: Mangueirão Público: 21 653 Renda: R$ 926 175,00 Árbitro: ES Dyorgines Jose Padovani de Andrade |  |
|                                      |             | Penalidades                                                     |                                         | |  |
| Ícaro Muriqui Anderson Uchôa Rogério |             | Mário Sérgio Ricardinho Fernando Gabriel Paulo Henrique Eltinho |                                         | |  |

| 29 de março D2–VOL | Goiás                           | 2 — 0 (2 — 1 agr.)       | Cuiabá | Goiânia, GO                                                                                       |  |
| 19:00              | Lucas Halter 66' · Maguinho 73' | Súmula Borderô Relatório |        | Estádio: Serrinha Público: 5 613 Renda: R$ 79 395,00 Árbitro: MS Paulo Henrique Schleich Vollkopf |  |

### Final
| 17 de maio IDA | Paysandu | 0 — 2                    | Goiás                             | Belém, PA                                                                                   |  |
| 20:00          |          | Súmula Borderô Relatório | Maguinho 55' · Philippe Costa 73' | Estádio: Mangueirão Público: 10 253 Renda: R$ 256 425,00 Árbitro: TO Alisson Sidnei Furtado |  |

| 31 de maio VOLTA | Goiás                                         | 2 — 1 (4 — 1 agr.)       | Paysandu       | Goiânia, GO                                                                                          |  |
| 20:00            | Vinícius 6' (pen) · Matheus Peixoto 38' (pen) | Súmula Borderô Relatório | Bruno Melo 54' | Estádio: Serrinha Público: 8 968 Renda: R$ 216 000,00 Árbitro: ES Dyorgines Jose Padovani de Andrade |  |

## Estatísticas

### Artilharia
| Gols | Jogador           | Equipe           |
| ---- | ----------------- | ---------------- |
| 4    | Wanderson Martins | São Francisco-AC |
| 3    | Léo Mineiro       | Real Ariquemes   |
| 3    | Mário Sérgio      | Paysandu         |
| 3    | Muriqui           | Remo             |

### Maiores públicos
Estes são os dez maiores públicos pagantes do campeonato:
| N.º | Público | Mandante | Placar | Visitante            | Estádio        | Data        | Rodada    | Ref.   |
| --- | ------- | -------- | ------ | -------------------- | -------------- | ----------- | --------- | ------ |
| 1   | 22 090  | Paysandu | 0–1    | Remo                 | Mangueirão     | 26 de março | Semifinal | [ 7 ]  |
| 2   | 21 653  | Remo     | 1–2    | Paysandu             | Mangueirão     | 29 de março | Semifinal | [ 8 ]  |
| 3   | 11 711  | Remo     | 3–0    | São Raimundo-RR      | Baenão         | 22 de março | Quartas   | [ 9 ]  |
| 4   | 10 253  | Paysandu | 0–2    | Goiás                | Mangueirão     | 17 de maio  | Final     | [ 10 ] |
| 5   | 8 968   | Goiás    | 2–1    | Paysandu             | Serrinha       | 31 de maio  | Final     | [ 11 ] |
| 6   | 6 022   | Remo     | 4–1    | Humaitá              | Baenão         | 1 de março  | Oitavas   | [ 12 ] |
| 7   | 5 738   | Paysandu | 0–0    | Princesa do Solimões | Curuzu         | 22 de março | Quartas   | [ 13 ] |
| 8   | 5 613   | Goiás    | 2–0    | Cuiabá               | Serrinha       | 29 de março | Semifinal | [ 14 ] |
| 9   | 3 748   | Cuiabá   | 1–0    | Goiás                | Arena Pantanal | 26 de março | Semifinal | [ 15 ] |
| 10  | 3 400   | Goiás    | 1–0    | Brasiliense          | Serrinha       | 22 de março | Quartas   | [ 16 ] |

### Menores públicos
Estes são os dez menores públicos pagantes do campeonato:
| N.º | Público | Mandante           | Placar | Visitante            | Estádio        | Data            | Rodada | Ref.   |
| --- | ------- | ------------------ | ------ | -------------------- | -------------- | --------------- | ------ | ------ |
| 1   | 124     | Ceilândia          | 1–0    | Rio Branco-ES        | Abadião        | 18 de fevereiro | 1ª     | [ 17 ] |
| 2   | 155     | Humaitá            | 2–0    | Trem                 | Florestão      | 18 de fevereiro | 1ª     | [ 18 ] |
| 3   | 260     | Castanhal          | 2–3    | Real Ariquemes       | Modelão        | 19 de fevereiro | 1ª     | [ 19 ] |
| 4   | 343     | Atlético Acreano   | 3–6    | São Francisco-AC     | Florestão      | 17 de fevereiro | 1ª     | [ 20 ] |
| 5   | 415     | Luverdense         | 2–1    | Interporto           | Passo das Emas | 18 de fevereiro | 1ª     | [ 21 ] |
| 6   | 547     | Rio Branco-AC      | 0–1    | Princesa do Solimões | Florestão      | 19 de fevereiro | 1ª     | [ 22 ] |
| 7   | 579     | União Rondonópolis | 1–0    | Real Noroeste        | Luthero Lopes  | 19 de fevereiro | 1ª     | [ 23 ] |
| 8   | 771     | São Raimundo-RR    | 6–0    | São Francisco-AC     | Canarinho      | 1 de março      | 2ª     | [ 24 ] |
| 9   | 855     | Vila Nova          | 0–0    | Luverdense           | OBA            | 23 de fevereiro | 2ª     | [ 25 ] |
| 10  | 876     | Cuiabá             | 3–0    | Ceilândia            | Arena Pantanal | 1 de março      | 2ª     | [ 26 ] |

## Classificação final
Para definição da classificação final, o clube campeão será classificado na 1ª colocação; o vice-campeão será classificado na 2ª colocação; os clubes eliminados na semifinal serão classificados entre a 3ª e 4ª colocação; os clubes eliminados nas quartas de final serão classificados entre a 5ª e 8ª colocação; os clubes eliminados nas oitavas de final serão classificados entre a 9ª e 16ª colocação; e os clubes eliminados na primeira fase serão classificados entre a 17ª e a 24ª colocação, respectivamente.
|  |                                 |
|  | Campeão                         |
|  | Vice-campeão                    |
|  | Eliminados nas semifinais       |
|  | Eliminados nas quartas de final |
|  | Eliminados nas oitavas de final |
|  | Eliminados na 1.ª fase          |

| Fonte: GE |
| Regras para classificação: 1) mais pontos ganhos (soma das fases); 2) mais vitórias (soma das fases); 3) melhor saldo de gols (soma das fases); 4) mais gols pró (soma das fases); 5) confronto direto (soma das fases); 6) menos cartões vermelhos (soma das fases); 7) menos cartões amarelos (soma das fases); 8) sorteio. |